# Point Lance
Point Lance est une municipalité située dans la province de Terre-Neuve-et-Labrador, dans le sud-ouest de Terre-Neuve.

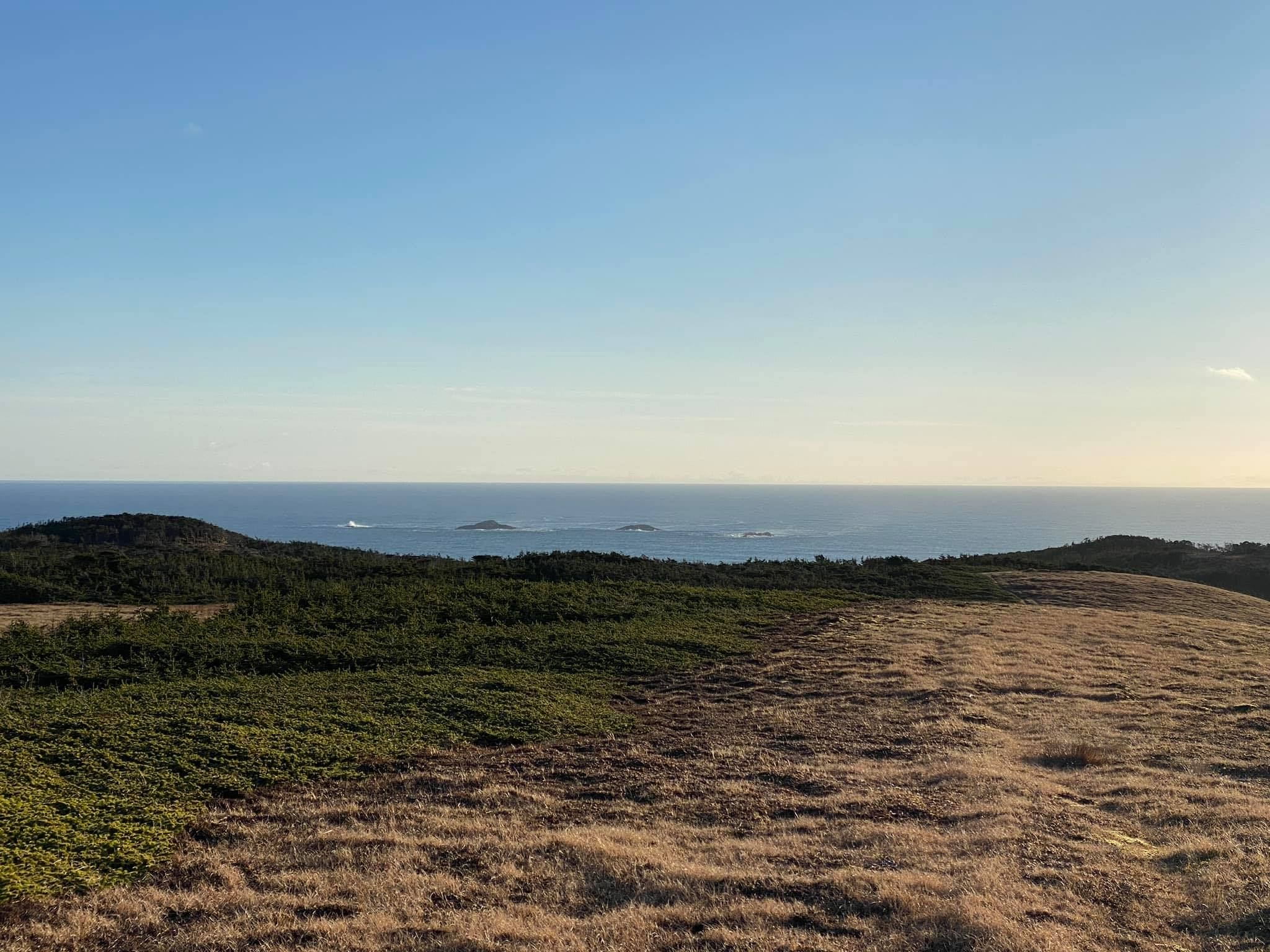

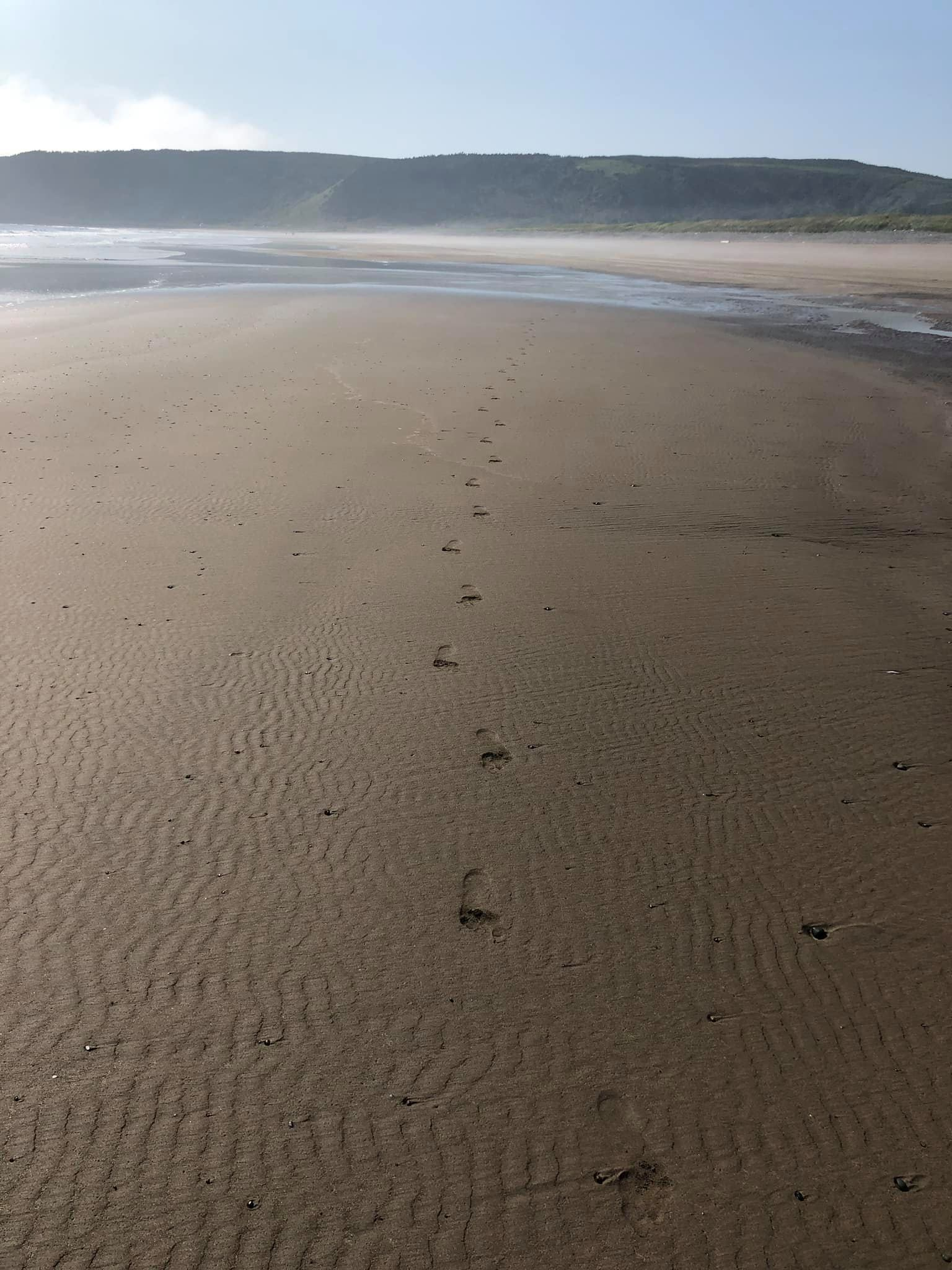
beach